# 湯浅宗藤
湯浅 宗藤（ゆあさ むねふじ、生没年不詳）は、鎌倉時代末期から南北朝時代の武士である。
紀伊国阿氐河荘（阿瀬川荘とも書く）を本領としたので、阿氐河孫六と称した。法名は定仏。父は湯浅宗国（宗親の子）。

## 生涯
元弘元年（1331年）10月、鎌倉幕府の命により楠木正成の拠る下赤坂城を攻略し、その功により地頭職を与えられ、赤坂城の守備を命じられた。
翌元弘2年/正慶元年（1332年）4月、赤坂城を奪還しに攻め寄せてきた正成に敗れ、湯浅党とともに降伏。以降は正成に従い、摂津国、河内国方面で幕府軍と戦う。
建武元年（1334年）9月、神護寺領紀伊国河上荘預所方雑掌職に補任される。
興国元年/暦応3年（1340年）4月、脇屋義助に従って四国に渡る。
正平7年/観応3年（1352年）2月、後村上天皇の摂津住吉社行幸に供奉。

## 登場作品

### 小説
- 北方謙三『楠木正成』
- 童門冬二『楠木正成』
- 森村誠一『太平記』